# 近江神宮前駅
近江神宮前駅（おうみじんぐうまええき）は、滋賀県大津市錦織二丁目にある、京阪電気鉄道石山坂本線の停留場。駅番号はOT16。

## 歴史
- 1927年（昭和2年）5月15日：琵琶湖鉄道汽船の山上（廃止） - 松ノ馬場間の開業時に[5]、錦織駅（にしこおりえき）として開業[3][4][6]。
- 1929年（昭和4年）4月11日：京阪電気鉄道との合併に伴い、同社の停留場となる[5]。
- 1941年（昭和16年）2月1日：近江神宮前駅に改称[4][6]。
- 1943年（昭和18年）10月1日：阪神急行電鉄との合併に伴い、京阪神急行電鉄（現・阪急電鉄）の停留場となる[7]。
- 1948年（昭和23年）
  - 1月1日：錦織駅に再改称[4][6]。
  - 7月10日：近江神宮前駅に改称[4][6]。
- 1949年（昭和24年）12月1日：京阪神急行電鉄からの会社分離に伴い、京阪電気鉄道が設立[7]。同社の停留場となる。
- 2005年（平成17年）4月18日：定期券発売所を廃止。

## 停留場構造
相対式ホーム2面2線を有する地上駅である。駅舎はなく、上下線とも直接ホームに入る形となっている。坂本比叡山口方面行のホームは出入り口が2か所あり、ICカードリーダーも二組設置されている。停留場の東側に大津列車区があり、列車到着時にはその都度そこからステーションスタッフがホームに向かい、改集札を実施する。その都合で職員専用の構内踏切も存在する。PiTaPa(ICOCA)利用時には専用のカードリーダーにかざして出入りする。また停留場東側には駅事務室とバリアフリー対応のトイレが設置されている。
石山坂本線の車両基地である錦織車庫が隣接しており、運行上の拠点となっている。大津線で夜間留置があるのは当駅と四宮駅のみである。
平日と土曜・休日とも、日中の石山寺駅方面の列車は当停留場始発と坂本比叡山口駅始発の列車が交互に運行されている。

### のりば
| ホーム | 路線        | 方向 | 行先                     | 備考     |
| ------ | ----------- | ---- | ------------------------ | -------- |
| 西側   | ▼石山坂本線 | 下り | 坂本比叡山口方面         |          |
| 東側   | ▼石山坂本線 | 下り | 坂本比叡山口方面         | 当駅始発 |
| 東側   | ▼石山坂本線 | 上り | びわ湖浜大津・石山寺方面 |          |

付記事項
- ホーム有効長は2両。のりば番号は設定されていない[3]。
- 引上線が設けられていないため[8]、石山寺駅発当停留場着で折り返し石山寺行きとなる列車、およびびわ湖浜大津方面から錦織車庫へ入庫する列車の折返しは、下り本線上で行い、渡り線を経由して石山寺方面行ホームに入線する[3]。錦織車庫へ入庫する列車は石山寺方面行きホームにて再度折り返す[8]。
- 構内の配線の都合上、錦織車庫を出庫して当停留場始発となる坂本比叡山口行き列車は、通常とは反対側の石山寺方面行ホームから発車する。

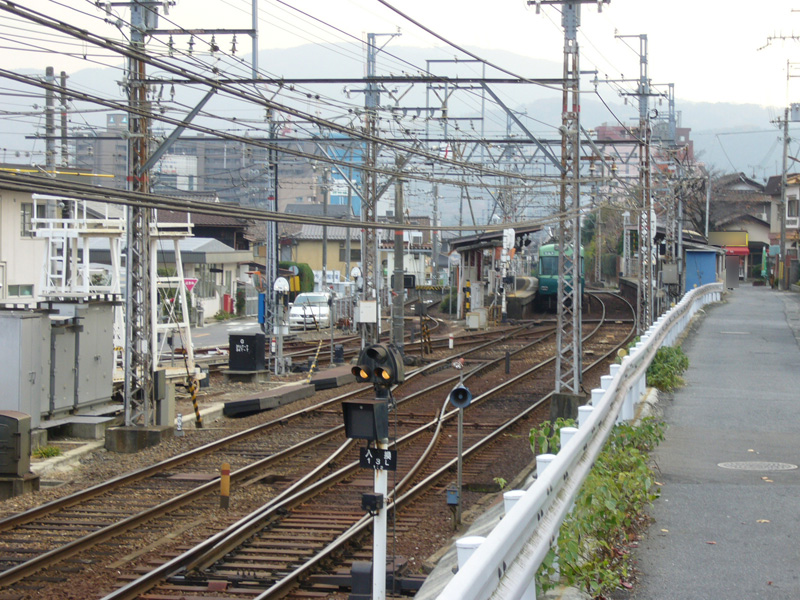
近江神宮前駅と渡り線
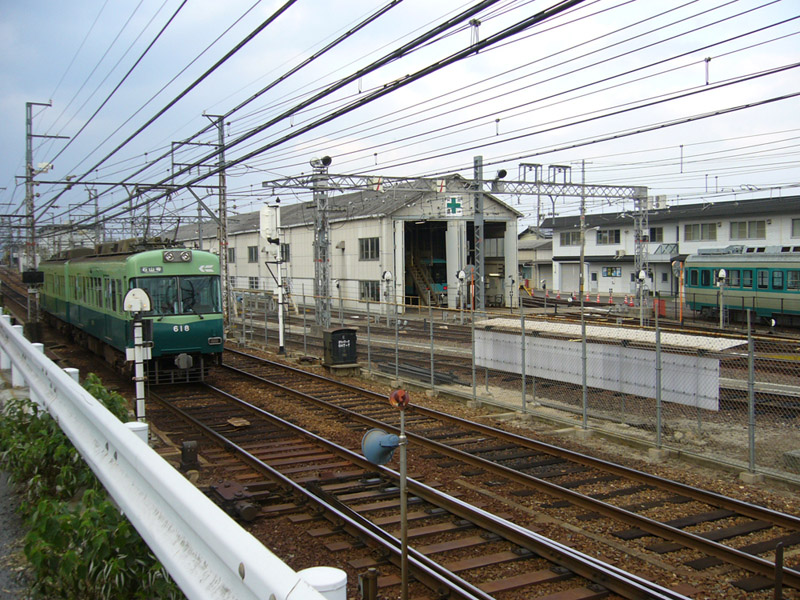
折返し待ち中の600形車両

## 停留場周辺

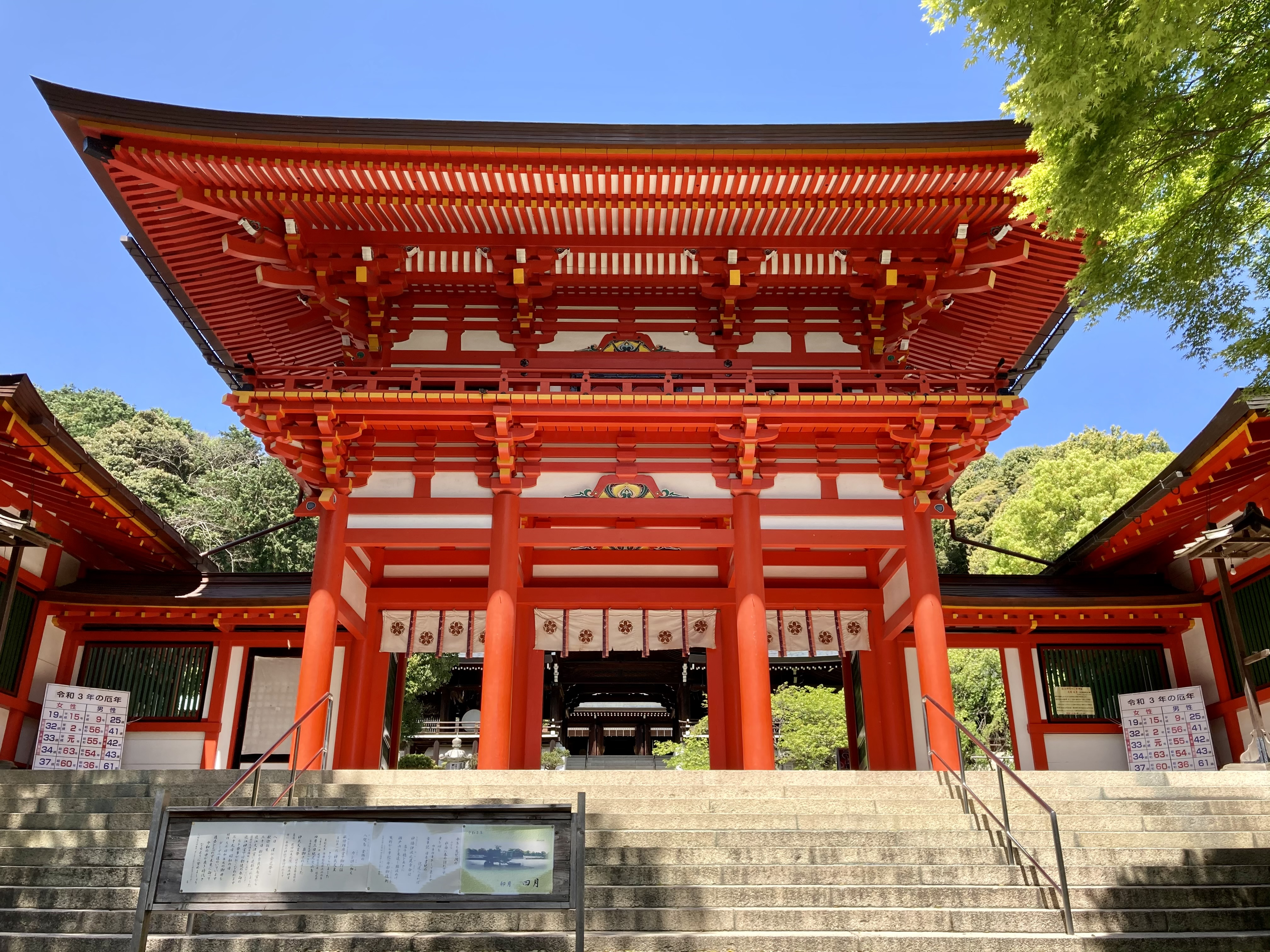
近江神宮 楼門（2021年4月）

周辺は住宅密集地となっており、狭い路地が入り組んでいる。駅から北へ進むと錦織車庫を経て近江神宮に至る。駅西側を滋賀県道47号線が通り、そこから西へ進むと皇子山古墳群に至る。西大津バイパス（国道161号）はこの古墳群の近くを通る。
- 京阪電気鉄道錦織車庫[3][* 2]
- 近江神宮[* 1][* 5][* 6]
  - 時計館宝物館
  - 近江神宮附属付属近江時計眼鏡宝飾専門学校[* 7]
- 近江大津宮錦織遺跡[* 1]
- 皇子山古墳群
- 宇佐八幡宮
- 大津錦織郵便局
- 柳が崎湖畔公園
- 西大津バイパス（国道161号）
- 京都府道・滋賀県道30号下鴨大津線
- 滋賀県道47号伊香立浜大津線
- 滋賀県道558号高島大津線（西近江路）
- 京阪バス「錦織町」停留所

## 隣の停留場
京阪電気鉄道
▼石山坂本線
京阪大津京駅 (OT15) - 近江神宮前駅 (OT16) - 南滋賀駅 (OT17)
- かつては京阪大津京駅と当停留場の間に漣駅が存在したが、漣駅廃止時点では京阪大津京駅は開業していなかった。